# 구학파 신학파 논쟁
구학파 신학파 논쟁 ( Old School - New School Controversy ) 1837년에 일어난 미국 장로교의 분열을 야기한 논쟁으로 20여년간 이어졌다.

## 구학파
대표적인 인물은 프린스턴 신학교의 찰스 핫지이다. 보수적 신학을 따르며 대각성 (운동)을 지지하지 않는다.
웨스트민스터 신앙고백을 기초로한 정통적 칼뱅주의 노선이다.

## 신학파
주로 뉴잉글랜드를 중심으로한 회중교회 주의자들로 조나단 에드워즈 주니어, 새뮤얼 홉킨스, 조셉 벨라미등이며 대각성 (운동)을 지지하였다.
그 중에는 에드워즈주의자로 알려진 홉킨스 이후의 신학자로 보다 진보적인 경향을 띄었다.

## 논쟁의 시작(1789-1837)
1758년에 일어났던 옛파-신파 논쟁을 해결한 뒤, 미합중국 장로교 (P.C.U.S.A)가 결성되었다.
제 1회 총회가 1789년에 필라델피아에서 개최되었다. 4개의 총회가 생겼는 데, 뉴욕, 뉴져지, 필라델피아, 버지니아-캐롤라이나였다. 그들은 웨스트민스터 신앙고백ㅇ을 교리적 표준문서로 채택하였다.

### 회중교회주의자들과의 복음적 연합
뉴잉글랜드의 회중교회주의자들과 복음전파 및 선교를 위하여 연합을 하였다. 그것이 1810년에 일어난 해외선교를 위한 미국 위원회들의 단체(ABCFM)을 창설하게 되었다.

### 이차대각성 (운동)동안의 논쟁

#### 유니테리언주의
부흥운동과 뉴헤이븐 신학
노예제 폐지운동

## 구학파 신학파 분열(1837-1857)
구학파로는 찰스 핫지, 애쉬벨 그린, 사무엘 스탠호프 스미스등이며 단체로는 프린스턴 신학교와 앤도버 신학교가 있다.
신학파로는 조나단 에드워즈 주니어, 새뮤얼 홉킨스, 조셉 벨라미, 나다니엘 테일러, 라이먼 비쳐, 찰스 G. 피니등이며, 단체로는 레인 신학교와 예일 신학대학교가 있다.